# String Beans
String Beans è un film muto del 1918 diretto da Victor L. Schertzinger.

## Produzione
Il film fu prodotto dalla Thomas H. Ince Corporation.

## Distribuzione
Il copyright del film, richiesto dalla Thomas H. Ince Corp., fu registrato il 9 ottobre 1918 con il numero LP12972.
Distribuito dalla Famous Players-Lasky Corporation e dalla Paramount Pictures, presentato da Thomas H. Ince, il film uscì nelle sale cinematografiche statunitensi il 29 dicembre 1918. In Francia, la Gaumont distribuì il film il 18 marzo 1921 con il titolo La Revanche d'un timide.
Non si conoscono copie ancora esistenti della pellicola che viene considerata presumibilmente perduta.